# 阿爾達峰
62°44′27.2″S 60°17′32″W / 62.740889°S 60.29222°W

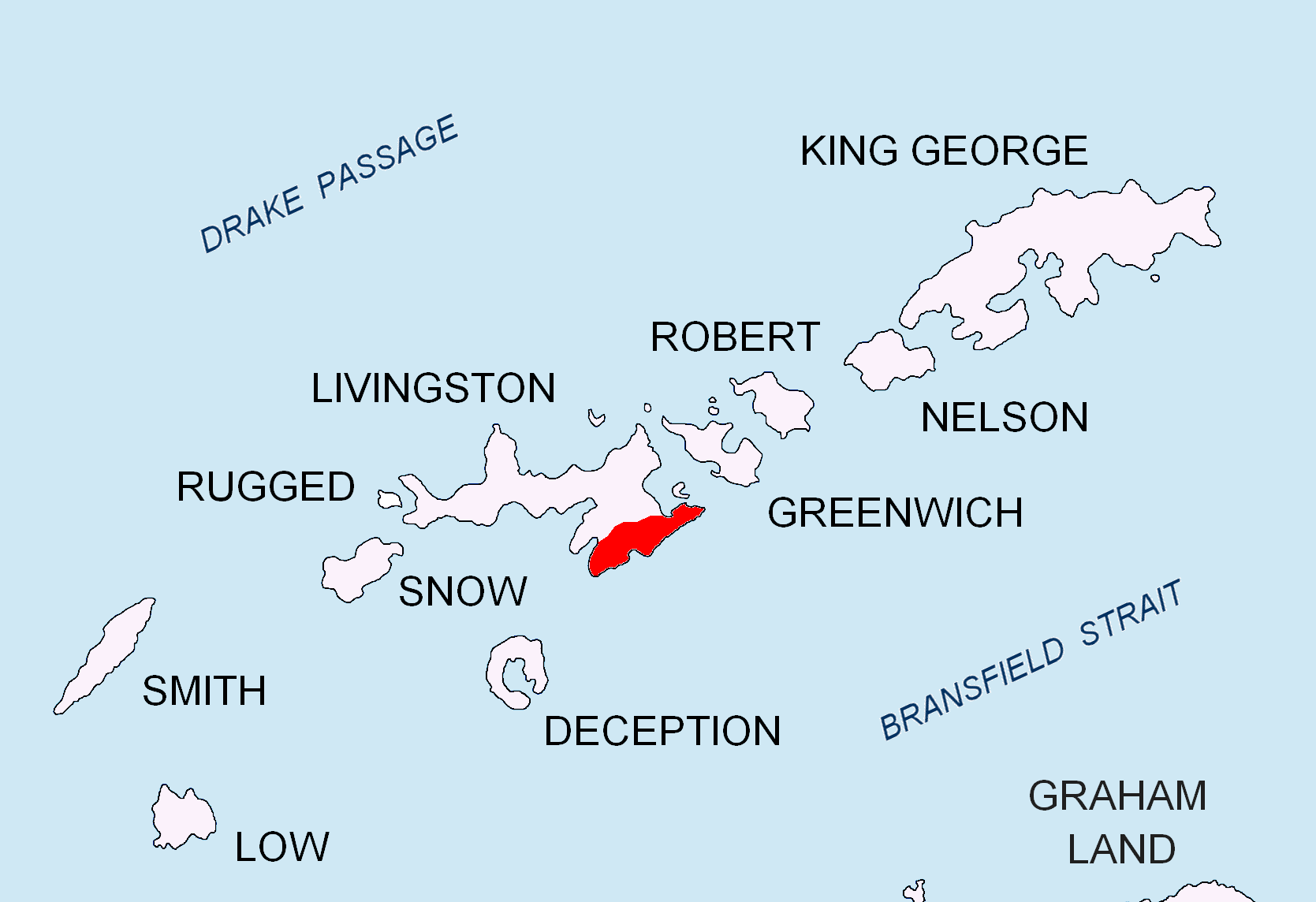

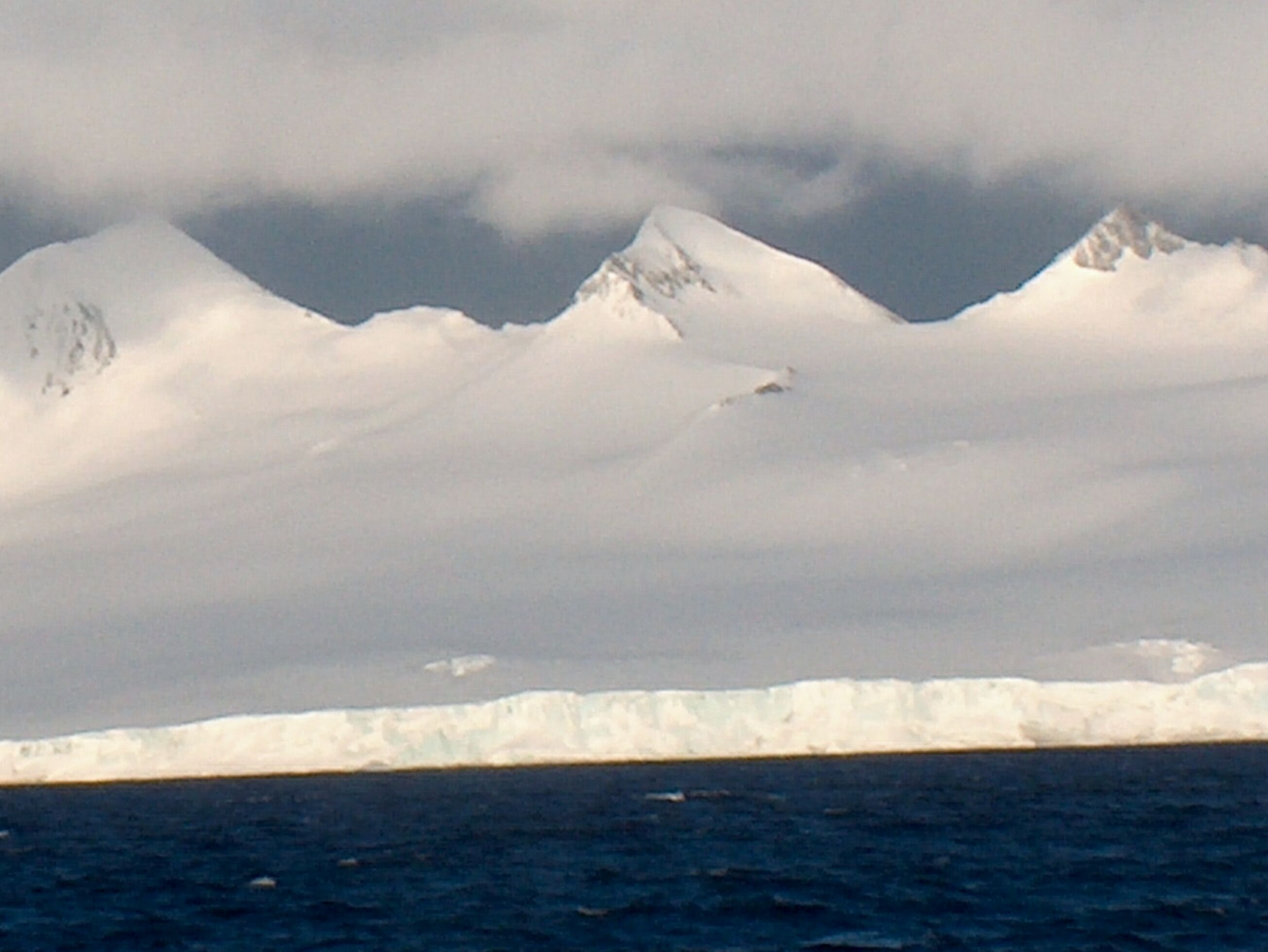

阿爾達峰是南極洲的山峰，位於南設得蘭群島的利文斯頓島東部，屬於騰格里山脈中弗里斯蘭嶺的一部分，海拔高度470米，以保加利亞的河流命名。

## 外部連結
- Arda Peak. （页面存档备份，存于） SCAR Composite Gazetteer of Antarctica.